# حارة محجر ضلاع (صنعاء همدان)

تعديل مصدري - تعديل

حارة محجر ضلاع هي إحدى حارات حي محجر ضلاع بضواحي صنعاء مديرية همدان، بلغ تعداد سكانها 1336 نسمة حسب تعداد اليمن لعام 2004.